# 吉米·博兰
吉米·博兰（英語：Jimmy Borland，1910年3月25日—1970年1月31日），英国男子冰球运动员，场上位置是前锋。他曾代表英国国家队参加1936年冬季奥林匹克运动会冰球比赛，获得一枚金牌。